# Overkill (мини-альбом)
Overkill — мини-альбом треш-метал-группы Overkill, выпущенный в 1985 году на лейбле Azra/Metal Storm. Он считается группой их «первым альбомом», что делает их дебютный альбом вторым и т. д.
Все песни из этого мини-альбома позже вошли в сборник !!!Fuck You!!! And Then Some. Также все песни (кроме «The Answer») были перезаписаны в будущих альбомах группы; «Rotten to the Core» и «Overkill» были перезаписаны на Feel the Fire, а «Fatal If Swallowed» — на Taking Over.

## Список композиций
| №                   | Название             | Длительность |
| ------------------- | -------------------- | ------------ |
| 1.                  | «Rotten to the Core» | 5:14         |
| 2.                  | «Fatal if Swallowed» | 6:20         |
| 3.                  | «The Answer»         | 8:49         |
| 4.                  | «Overkill»           | 3:41         |
| Общая длительность: | Общая длительность:  | 24:04        |

## Участники записи
- Бобби «Blitz» Элсворт — вокал
- Д. Д. Верни — бас-гитара, бэк-вокал
- Бобби Густафсон — гитара
- Рэт Скейтс — ударные